# Roland Kubiak
Roland Kubiak (geb. 28. März 1956) ist ein deutscher Agrarökologe. Er lehrt als Honorarprofessor an der Universität Koblenz-Landau.

## Leben
Roland Kubiak studierte bis 1982 Agrarwissenschaften mit dem Schwerpunkt Pflanzenproduktion an der Universität Bonn. Am Forschungszentrum Jülich wurde er anschließend mit einer Arbeit mit dem Titel „Vergleichende Untersuchungen zur Übertragbarkeit von Ergebnissen aus standardisierten Laborversuchen und Agrarökosystemausschnitten auf die reale Feldsituation am Beispiel des Abbau- und Verlagerungsverhaltens der Herbizidwirkstoffe Metamitron und Methabenzthiazuron in einer Parabraunerde“ promoviert. Kubiak arbeitete anschließend weiter in der Forschung mit einem Schwerpunkt auf die Biochemie der Pflanzen. 1999 habilitierte er sich an der Universität Kaiserslautern für den Bereich der Ökologischen Chemie (Habilitationsschrift: „Praxisgerechte Untersuchungen zum Verhalten von Pflanzenschutzmitteln in der Umwelt“).
Von 2005 bis 2021 war er einer von zwei Geschäftsführern der Rheinland-Pfalz AgroScience GmbH (seit Juni 2025  in Liquidation) und Leiter des aufgelösten Institutes für Agrarökologie in Neustadt, eines privatwirtschaftlichen Betriebes im Besitz des Landes.
2009 wurde Kubiak Honorarprofessor am Fachbereich Umweltwissenschaften der Universität Koblenz-Landau.